# Модель (профессия)

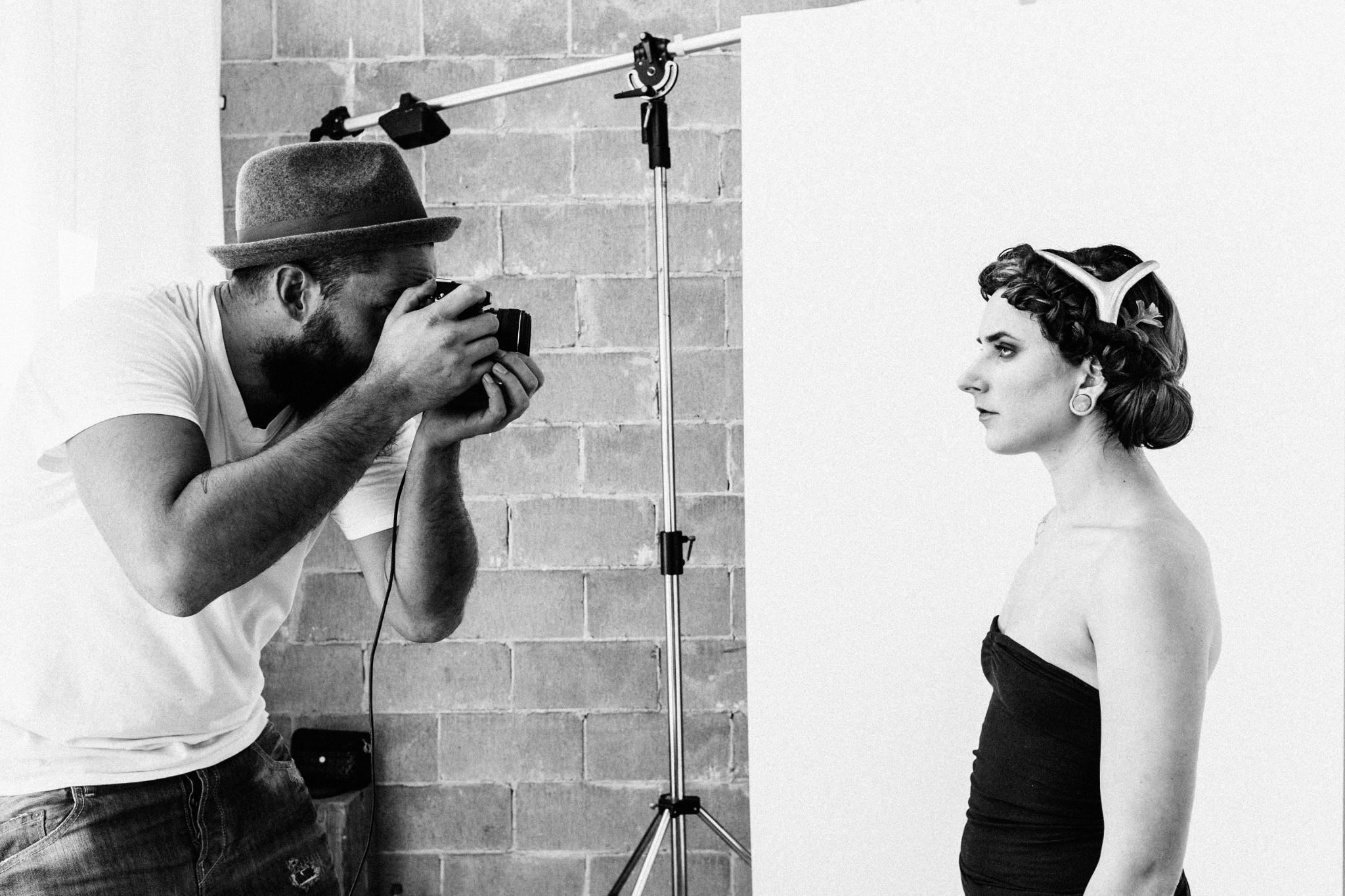
Модель на фотосъёмке

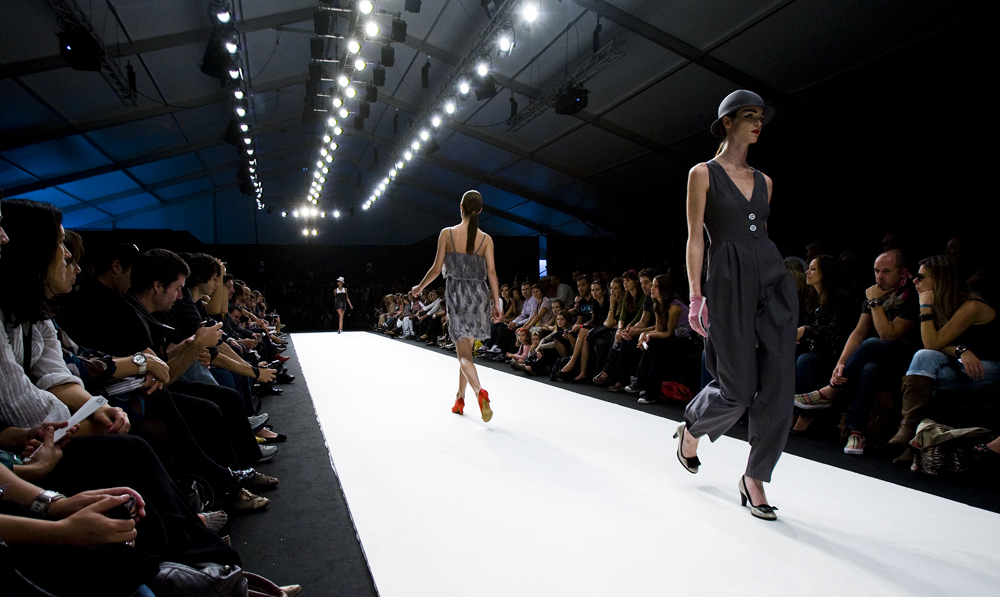
Модели на подиуме

Моде́ль — человек, демонстрирующий товары (чаще, модную одежду) с целью их рекламы, или же позирующий для фотографа. Моделями могут быть женщины и мужчины. К их внешности, телу и возрасту обычно предъявляются определённые требования. Наиболее распространёнными являются 2 типа моделей — подиумная модель, демонстрирующая одежду на специальных показах коллекций, и фотомодель, позирующая для фотографов, для журналов, газет, рекламных постеров, видеорекламы и т. п.

## Краткие сведения
Подиумные модели должны иметь высокий рост. Девушки — выше 170, в элитных студиях — выше 175 или даже 180 см. Парни — от 180—185 см. И стройное тело, важным фактором является стандартное телосложение и правильные черты лица. Умение ходить по подиуму, привлекая внимание к наряду, но не к себе. Выход без эмоций.
Высокий рост требуется, чтобы наряд, который рекламирует модель, просто был хорошо виден во всем зале.
Существуют также маленькие модели, модели полного телосложения, нестандартные модели, модели с физическими особенностями.
Для фотомодели же более важны красота, сексуальная привлекательность, приятная эмоциональность, отсуьствие боязни фотокамеры.
Для обучения профессиям существуют специальные школы.
В Великобритании (по состоянию на 2016 год) заработок фотомодели на обычных съёмках для каталогов одежды составляет 50—60 фунтов стерлингов в день, самые высокооплачиваемые модели могут получать 600—1000 фунтов в день; работа в доме моды приносит 10—40 тысяч фунтов в год. Модельный агент, который ищет для модели работу, может получать, в качестве комиссии, до 20 % вознаграждения модели.
Критики[кто?] говорят, что неестественно худые тела моделей, представленные в модных журналах, задают нереалистичные требования для молодых женщин, что приводит к росту расстройств пищевого поведения среди них и среди девочек-подростков. Кроме того, по мнению критиков, фотографии моделей в журналах подвергаются сильному редактированию средствами компьютерной графики, создавая у средней женщины чувство недостижимости такой же внешности. При этом в реальности никто не выглядит так, как на фото в журнале, даже сами модели.
Моделей, достигших высшего профессионального уровня, называют супермоделями. Такие модели имеют мировое признание, получают самые высокие в индустрии моды гонорары и сотрудничают с ведущими дизайнерами и всемирно известными фирмами.